# Phytomyza heraclei
Phytomyza heraclei är en tvåvingeart som först beskrevs av Bouche 1847.  Phytomyza heraclei ingår i släktet Phytomyza och familjen minerarflugor.
Artens utbredningsområde är Polen. Inga underarter finns listade i Catalogue of Life.